# بريسيلا هانا بيكوفر
بريسيلا هانا بيكوفر (بالإنجليزية: Priscilla Hannah Peckover)‏ (27 أكتوبر 1833 - 8 سبتمبر 1931) كانت إنجليزية منتمية إلى جمعية الأصدقاء الدينية (الكويكرز)، وسلامية، ولغوية، من عائلة مصرفية ثرية. بعد أن اعتنت ببنات أخيها الأرمل الثلاث، شاركت في الأربعينيات من عمرها في الحركة السلامية. أسست جمعية ويسبيك للسلام المحلي التي وصل عدد أعضائها إلى 6,000 عضو. نشطت على المستوى الوطني في جمعية السلام، وعملت مع جماعات سلام في دول أخرى. موّلت صحيفة بيس آند غودويل: أ سيكول تو ذا أوليف ليف (السلام والنوايا الحسنة: تتمة لمجلة أوليف ليف) وحررتها لخمسين عامًا تقريبًا، وموّلت نشر نسخة من الكتاب المقدس بلغة الإسبرانتو. رُشحت لنيل جائزة نوبل للسلام أربع مرات.

## خلفية
وُلدت بريسيلا هانا بيكوفر في 27 أكتوبر عام 1833 في مدينة ويسبيك، جزيرة إيلي، كامبردجشاير. كانت الثالثة بين ثمانية أبناء لوالدها ألغرنون بيكوفر(1803-1893) ووالدتها بريسيلا ألكسندر (نحو 1803-1883). أخوها هو ألكسندر بيكوفر، البارون بيكوفر الأول (1830-1919). كانت عائلتها من مصرفيي الكويكرز الأثرياء والمحسنين. تلقت التعليم الخاص، إلا أنها ارتادت المدرسة في برايتون مدةً قصيرة. كرّست نفسها لتربية بنات أخيها الثلاث بعد وفاة زوجته إليزا في عام 1862. في 20 نوفمبر عام 1877، سُميت بيكوفر كاهنة في جمعية الأصدقاء.

## النشاط المحلي في ويسبيك
شاركت بريسيلا في الأربعينيات من عمرها في حركات السلام والإصلاح. بعد أن كبرت بنات أخيها، انتقلت إلى منزل ويستريا في ويسبيك، وكان هذا بيتها لبقية حياتها. في عام 1878، تعرفت على عمل إي.إم. ساوثي مع جمعية التحكيم والسلام النسائية التابعة لجمعية السلام. استاءت بيكوفر عندما عرفت أن 200 امرأة فقط ينتمين إلى تلك المنظمة. وافقت الجمعية على أن توقع «النساء من كل الطبقات» على بيان قصير اقترحته بيكوفر، ونصّه «أعتقد أن كل الحروب تتعارض مع فكر المسيح ... وأرغب في فعل ما بوسعي لتعزيز قضية السلام». بدأت بريسيلا حملة طرقت من أجلها الأبواب للمطالبة بالتوقيع على البيان، برسم اشتراك قيمته بنس واحد. تُرجم بيان بيكوفر لاحقًا إلى الفرنسية، والألمانية، والبولندية، والروسية. أسست بيكوفر جمعية ويسبيك للسلام المحلي في عام 1879 لتشجيع النساء على المشاركة بحملات المطالبة بالسلام عبر التحكيم ونزع السلاح. جعلت بريسيلا المعتقدات المسيحية مبررًا لإدانة الحرب. أثبتت أنها بارعة في التنظيم على مستوى القاعدة الشعبية. قادتها خلفيتها إلى استخدام الأساليب التعاونية والتصالحية، بخلاف النهج الأكثر دفاعيةً والأقل تعاونًا الذي اتبعته جمعية السلام. بلغ عدد أعضاء جمعية ويسبيك للسلام المحلي ستة آلاف عضو بعد عشر سنوات. في عام 1888، حولت بيكوفر اسم جمعيتها إلى «جمعية رابطة السلام المحلي»، ما يعني ضمنيًا أن جمعية السلام لم تحقق القيادة اللازمة على المستوى الوطني لدعم نشاط السلام المحلي.